# Ceropegia floribunda
Ceropegia floribunda är en oleanderväxtart som beskrevs av Nicholas Edward Brown. Ceropegia floribunda ingår i släktet Ceropegia och familjen oleanderväxter. Inga underarter finns listade i Catalogue of Life.